# تاس چهار وجهی

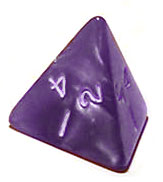
یک تاس چهار وجهی که روی صورت "۱" آن قرار گرفته‌است

تاس‌های چهار وجهی، به اختصار d4، اغلب در بازی‌های نقش آفرینی رومیزی برای به دست آوردن اعداد صحیح تصادفی در محدوده ۱–۴ استفاده می‌شوند. سه شکل از این تاس وجود دارد: یک چهار وجهی (شکل هرم) با چهار وجه مثلث متساوی الاضلاع، یک منشور مستطیلی با انتهای گرد یا نوک تیز، و یک تاس بلند کشیده با چهار وجه مثلثی شکل. نوع دوم به خوبی غلت نمی‌خورد و بنابراین معمولاً به هوا پرتاب می‌شود یا در جعبه تکان می‌خورد.

## تاریخ
تاس‌های چهار طرفه از جمله ابزار قمار و فال مورد استفاده انسان اولیه بود که آنها را از آجیل، چوب، سنگ، عاج و استخوان تراشید. تاس‌های شش طرفه بعداً اختراع شدند، اما تاس‌های چهار طرفه همچنان در روسیه محبوب بودند. در روم باستان، تاس‌های دراز چهار وجهی تالی نامیده می‌شد،در حالی که تاس‌های مکعبی شش وجهی را تسره می‌گفتند. در هند و تبت، سه تاس بلند چهار وجهی به‌طور متوالی به‌عنوان یک اوراکل ریخته شد تا ۱ مورد از ۶۴ نتیجه ممکن را به‌دست‌آورد.
بازی سلطنتی بین‌النهرین باستانی اور از هشت تاس هرمی شکل چهار وجهی ساخته شده از سنگ استفاده می‌کند که نیمی از آنها سفید رنگ و نیمی سیاه هستند. بازی اسکاندیناویایی daldøs از یک تاس بلند چهار طرفه استفاده می‌کند.

## بازی مدرن
بازی‌های نقش آفرینی شامل تاس‌های چهار وجهی چهار وجهی شامل سیاه‌چال‌ها و اژدهایان، Ironclaw ، و Pathfinder Roleplaying Game. سیستم D20 شامل یک تاس چهار وجهی چهار وجهی در میان تاس‌های دیگر با ۶، ۸، ۱۰، ۱۲ و ۲۰ وجه است. تاس‌های چهار وجهی از این جهت عجیب هستند که وقتی یک تاس به حالت استراحت در می‌آید، هیچ صورت بالایی وجود ندارد. چندین روش متداول برای نشان دادن مقدار نورد وجود دارد. در برخی از تاس‌های چهار وجهی، سه عدد در هر صورت نشان داده شده‌است. عدد رول شده با عددی که در هر سه وجه قابل مشاهده به صورت عمودی نشان داده شده‌است - چه در نزدیکی نقاط میانی اضلاع در اطراف پایه یا نزدیک به زوایای اطراف راس، نشان داده می‌شود. پیکربندی دیگر فقط یک عدد را روی هر وجه قرار می‌دهد و عدد رول شده از وجه رو به پایین گرفته می‌شود.